# Yves Le Saux
Yves Le Saux (ur. 24 grudnia 1960 w Hennebont) – francuski duchowny katolicki, biskup Le Mans w latach 2009-2022, biskup Annecy od 2022.

## Życiorys
Święcenia kapłańskie otrzymał 22 czerwca 1986 i został inkardynowany do diecezji Autun. Był m.in. kapelanem i przełożonym duszpasterzy działających w sanktuarium w Paray-le-Monial, przełożonym roczników propedeutycznych Wspólnoty Emmanuel w Namur oraz opiekunem duchowieństwa i seminarzystów diecezjalnych należących do tej wspólnoty.
21 listopada 2008 papież Benedykt XVI mianował go ordynariuszem diecezji Le Mans. Sakry biskupiej udzielił mu 25 stycznia 2009 kardynał André Vingt-Trois.
27 czerwca 2022 papież Franciszek przeniósł go na urząd biskupa diecezjalnego Annecy. Objęcie urzędu miało miejsce 21 sierpnia 2022 w Annecy.